# Okawa Shaznay
Okawa Shaznay (29 de mayo de 1986) es una actriz camerunesa, considerada como la primera actriz de ese país en lograr el reconocimiento en el ambiente cinematográfico de Nollywood, especialmente por su papel en la película Iyore junto con Rita Dominic y Joseph Benjamin. Consolidó su imagen en la escena nigeriana tras su participación en la serie de televisión de 2016 Delilah: The Mysterious Case of Delilah Ambrose. Ha obtenido varios premios en su carrera, entre los que destaca una nominación en los Premios de la Academia del Cine Africano en la categoría de mejor actriz en 2018, por su desempeño en la película In My Country.

## Filmografía

### Cine y televisión
| Año  | Título                                          | Papel                      | Notas                                                                    |
| ---- | ----------------------------------------------- | -------------------------- | ------------------------------------------------------------------------ |
| 2004 | Master DJ                                       | Sirri                      |                                                                          |
| 2008 | 8th Commandment                                 |                            |                                                                          |
| 2009 | Caged                                           |                            |                                                                          |
| 2009 | Governor's Gift                                 |                            |                                                                          |
| 2010 | The Bet                                         | Grace                      |                                                                          |
| 2011 | The Other Side of Love                          |                            |                                                                          |
| 2011 | This Is Houston                                 |                            |                                                                          |
| 2012 | X- Class                                        |                            |                                                                          |
| 2013 | High Endz                                       |                            |                                                                          |
| 2013 | Blind Pursuit                                   |                            |                                                                          |
| 2013 | Cheaters 1& 2                                   | Clara                      | Con Jackie Appiah & Adjetey Anang                                        |
| 2014 | Sisters At War 1 & 2                            | Ayah Ampah                 | Con Jackie Appiah, Yvonne Nelson, & Koffi Ajorlolo.                      |
| 2014 | Cheaters Vacation                               | Tracy                      | Con Yvonne Nelson, Eddie Watson                                          |
| 2014 | The Prince of Barmah                            | Rita Nash                  | Con Jackie Appiah, Koffi Ajorlolo & Kalsum Sinare.                       |
| 2015 | Scars                                           | Gaya Lawson                | Con Mike Ezuruonye, Clarion Chukwurah,& Lilian Esoro.                    |
| 2015 | Iyore                                           | Amenze/Onaiwu Esosa/Ajoke/ | Con Rita Dominic, Joseph Benjamin, Yemi Blaq, Paul Obazele,Bukky Wright. |
| 2016 | Refugees                                        | Nahlela                    | Con Belinda Effah, Yvonne Nelson.                                        |
| 2016 | Delilah: The Mysterious Case of Delilah Ambrose | Delilah Ambrose            | Con Clarion Chukwurah, Michael Okon, Paul Obazele.                       |
| 2017 | Crossed Path                                    | Melody                     | Con Ken Erics, Frank Artus & Emem Inwang.                                |
| 2017 | Perfect Strangers                               | Anastasia Lawson           | Con Desmond Elliott, Segun Arinze, & Barbara Soky.                       |
| 2017 | Soul Tie                                        | Grace                      | Con Ramsey Nouah.                                                        |
| 2017 | Wounded                                         | Wendy                      | Con Desmond Elliott, Ini Edo, & Tony Umez, Padita Agu.                   |
| 2017 | Snatched                                        | Grace                      | Con Michael Godson & Linda Osifo.                                        |
| 2017 | Behind the Face                                 | Amanda                     | Con Tony Umez & Michael Okon.                                            |
| 2017 | Delilah: The Mysterious Case of Delilah Ambrose | Delilah Ambrose            | Con Tony Umez, Segun Arinze, Michael Okon.                               |
| 2018 | The Gamble                                      | Vanessa Williams           | Con Eucharia Anunobi.                                                    |
| 2018 | Save My Heart                                   | Ivory                      | Con Seun Akindele.                                                       |
| 2019 | Unbroken Cord                                   |                            | Con Ken Erics.                                                           |
| 2019 | Love & Lies                                     |                            | Con Eddie Watson.                                                        |
| 2019 | Customer Service                                | Stacy                      | Con Etinosa.                                                             |
| 2019 | In My Country                                   | Adesua Odihi               | Con Sam Dede & Bimbo Manuel.                                             |